# 慈雲山道
慈雲山道（英語：Tsz Wan Shan Road）為香港一條位於黃大仙區慈雲山的一條主要道路，其行車線數量來回總計2-4條不等。慈雲山報案中心以西路段於上午7時至午夜12時禁止小型巴士駛入。

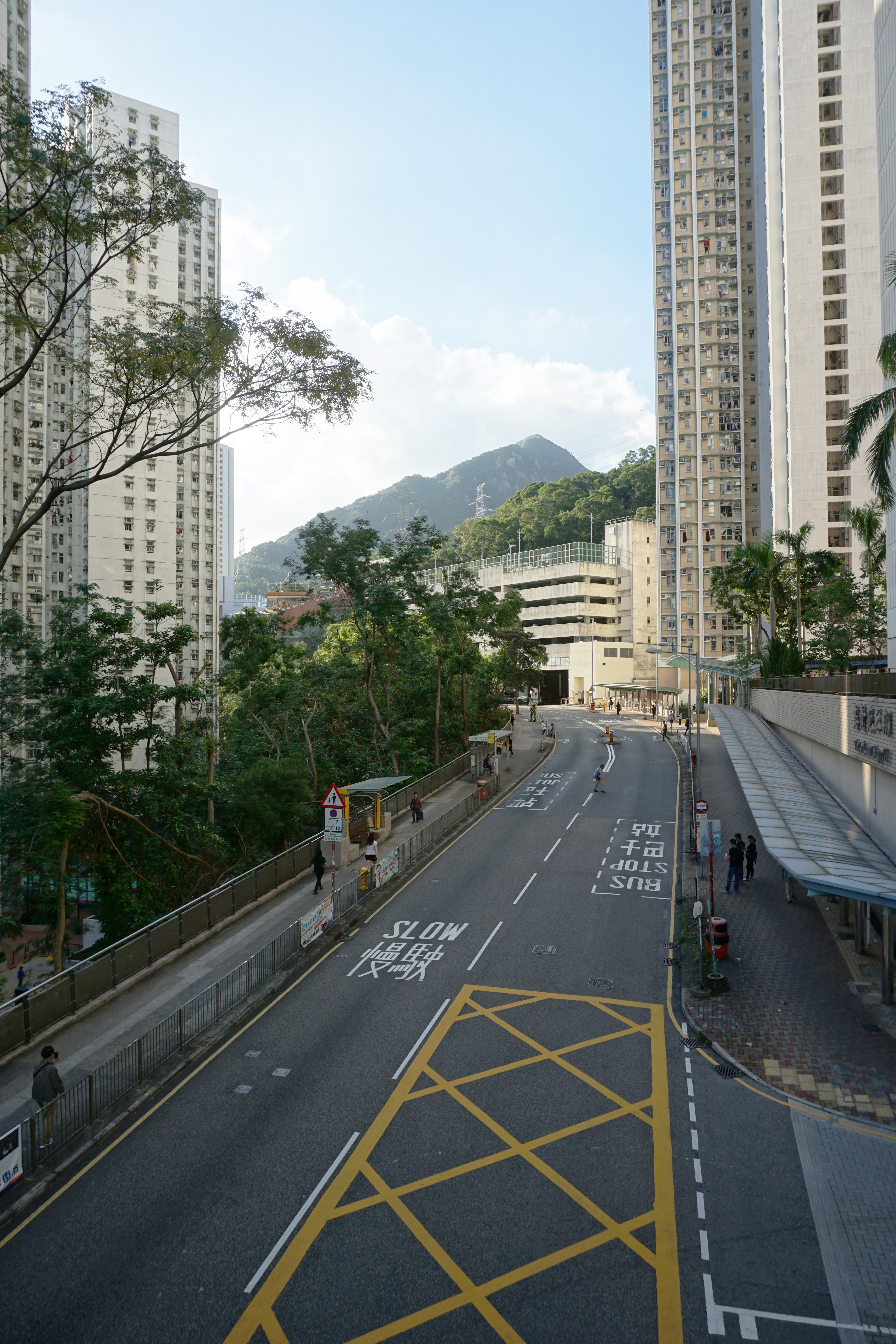
近慈愛苑愛祥閣
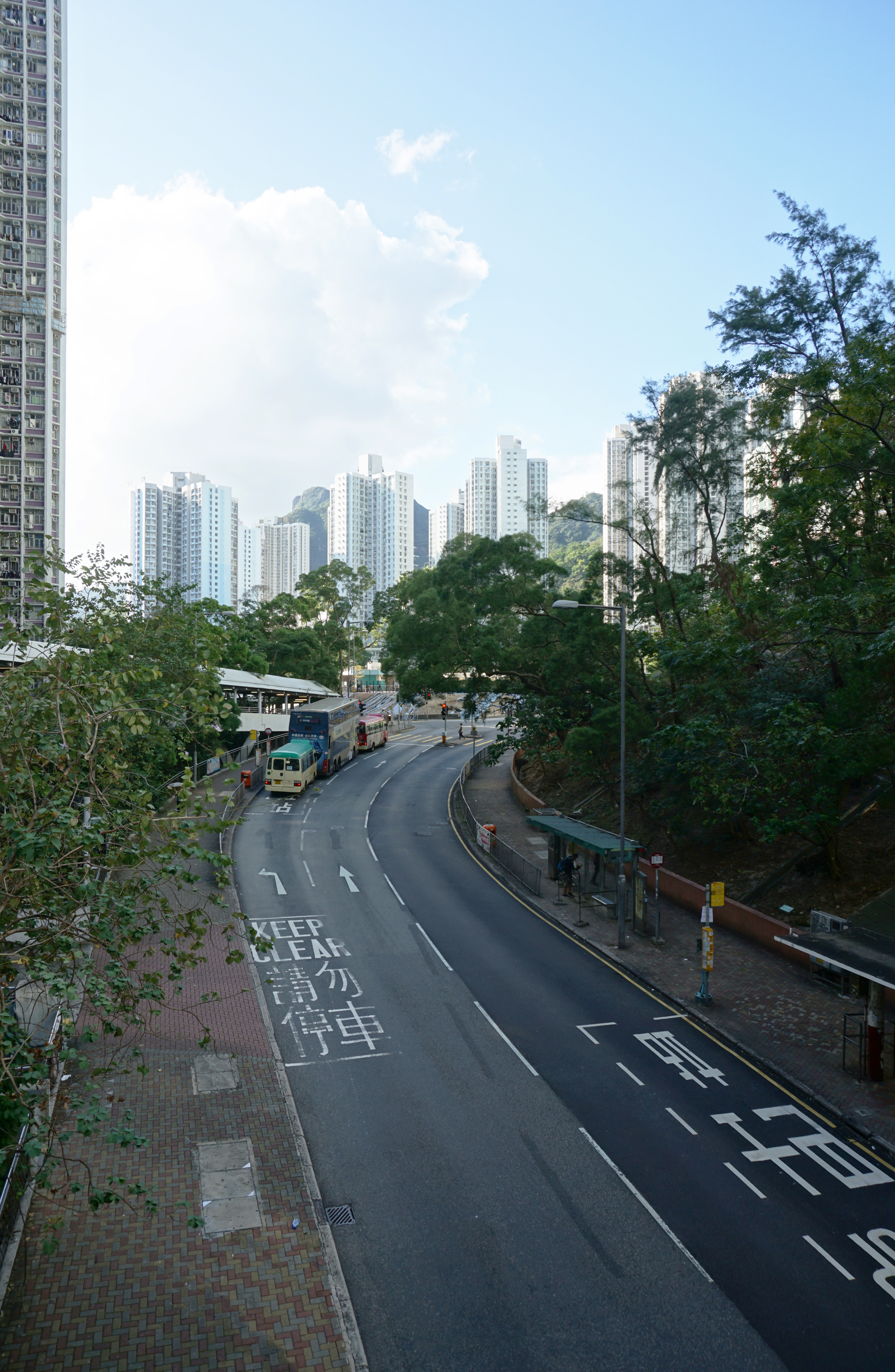
近慈安苑安欣閣
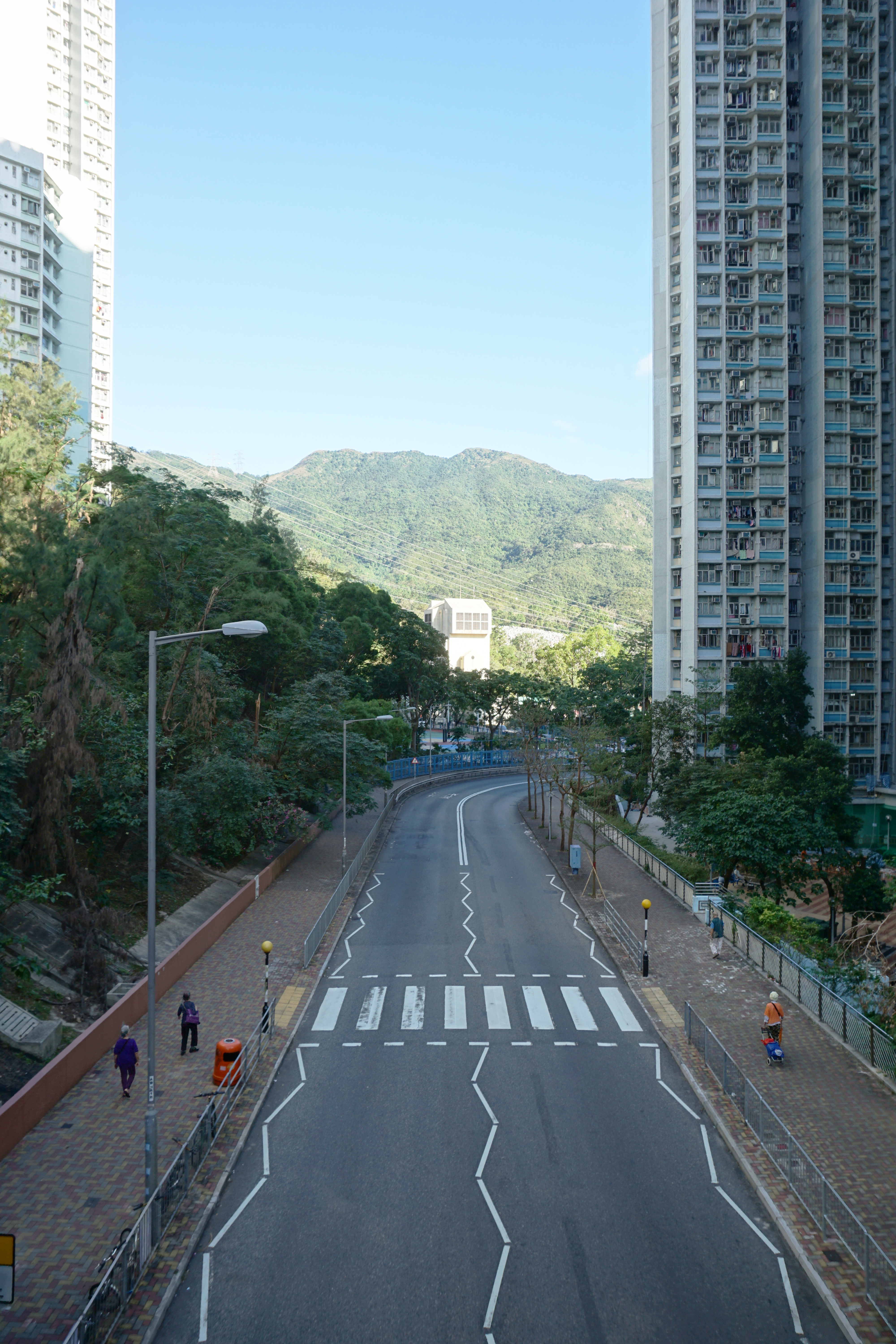
近慈民邨民裕樓
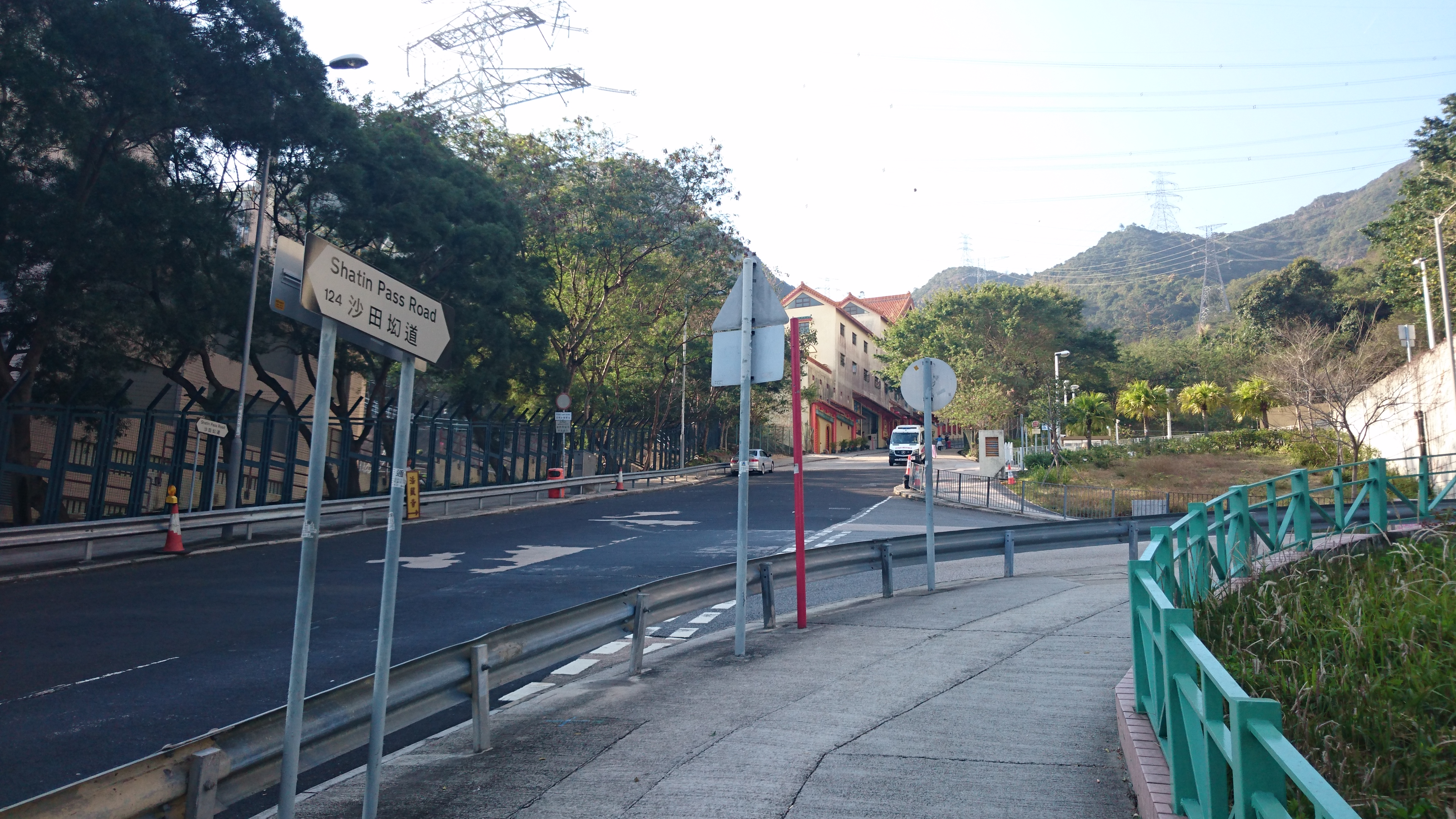
與沙田坳道交界

## 交界道路
幾乎所有街道均有「華」一字。
- 蒲崗村道
- 毓華街
- 欣華街
- 樂華街
- 惠華街
- 正暉街
- 雲華街
- 豐華街
- 沙田坳道

## 附近屋邨
所有屋邨的命名亦反映了當地的地名，均以「慈」為首。
- 慈康邨
- 慈民邨
- 慈正邨
- 慈愛苑
- 慈樂邨